# Cinzio Passeri Aldobrandini

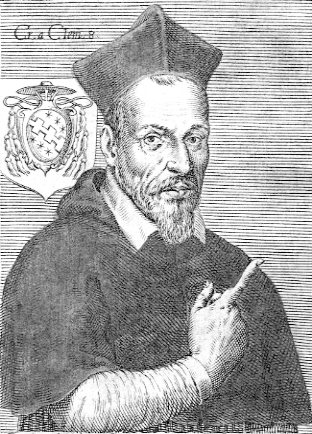
Kardinal Cinzio Passeri Aldobrandini

Cinzio Passeri Aldobrandini (* 1551 oder 1560 in Senigallia; † 1. Januar 1610 in Rom; auch Cinzio Aldobrandini Passeri genannt) war ein Kardinal der Römischen Kirche und päpstlicher Legat der Exklave Avignon.

## Herkunft und Familie
Er war der Sohn von Aurelio Personeni aus einer Familie, die aus Cà Passero (Bedulita) in der Nähe von Bergamo stammte, und der Giulia Aldobrandini aus dem florentinischen Adelsgeschlecht der Aldobrandini, Schwester des Kardinals Ippolito Aldobrandini, des späteren Papstes Clemens VIII. Sein Onkel verlieh ihm 1585, noch vor seiner Wahl zum Papst, den Nachnamen Aldobrandini.
Cinzio Passeri Aldobrandini war ein Cousin von Kardinal Pietro Aldobrandini sowie Onkel der Kardinäle Silvestro Aldobrandini und Ippolito Aldobrandini der Jüngere.

## Leben
Seine frühe Erziehung erhielt er durch seinen Onkel, Kardinal Ippolito Aldobrandini. Später besuchte er das Collegium Germanicum in Rom, studierte Recht an der Universität Perugia und promovierte an der Universität Padua. Im Jahre 1588 begleitete er seinen Onkel zu Verhandlungen zwischen Polen und den Habsburgern, er brachte Papst Sixtus V. die Nachricht vom erfolgreichen Abschluss der Verhandlungen. 1592 wurde er Referendar an der Apostolischen Signatur.
Aldobrandini wurde im Konsistorium vom 17. September 1593, unter Dispens davon, dass sein Cousin ebenfalls dem Kardinalskollegium angehörte, zum Kardinaldiakon erhoben. Den Kardinalshut empfing er am 23. September 1593; am 11. Oktober 1593 wurde ihm die Titeldiakonie San Giorgio in Velabro zuerkannt.
Mit seinem Vetter, dem Kardinal Pietro Aldobrandini, wetteiferte er um die einflussreiche Rolle des Kardinalnepoten. Cinzio galt als gebildet, geistvoll und stand schon seit mehreren Jahren in den Diensten des 1592 zum Papst gewählten Onkels. Der politisch geschicktere Pietro Aldobrandini konnte ihn jedoch verdrängen und nahm innerhalb der Kurie die einflussreichere Position wahr.
Cinzio Passeri Aldobrandini nahm am Konklave im März 1605 teil, das Leo XI. zum Papst wählte. Leo XI. ernannte ihn zum Großpönitentiar, doch konnte Aldobrandini das Amt nicht antreten, da er noch nicht zum Priester geweiht war und der Papst kurz darauf starb. Aldobrandini war wiederum unter den Kardinälen des Konklaves vom Mai 1605, aus dem Paul V. als Papst hervorging.
Nachdem er – wahrscheinlich im Jahr 1605 – die Priesterweihe empfangen hatte, ernannte Papst Paul V. ihn zum Großpönitentiar, was Aldobrandini bis zu seinem Tode blieb. Am 1. Juni 1605 wurde er Kardinalpriester mit der Titelkirche San Pietro in Vincoli.
Er starb in Rom und wurde in seiner Titelkirche beigesetzt.

## Wirkung
Neben seiner karitativen Tätigkeit tat er sich als Förderer der Wissenschaft und Künste hervor. In seinem Hause gründete er eine Akademie, zu der unter anderem Francesco Patrizio, Giambattista Raimondi, Scipione Pasquale, Pietro Nores und der Dichter Torquato Tasso gehörten; letzterer widmete ihm das berühmte Versepos La Gerusalemme liberata.
Die aldobrandinische Hochzeit, ein bedeutendes römisches Freskogemälde, wurde nach ihm, dem ersten Besitzer benannt.